# Celtis schippii
Celtis schippii là một loài thực vật có hoa trong họ Cannabaceae. Loài này được Standl. mô tả khoa học đầu tiên năm 1936.